# Camberley
Camberley este un oraș în comitatul Surrey, regiunea South East, Anglia. Orașul se află în districtul Surrey Heath a cărui reședință este.